# Anchorage-klass
Anchorage-klassen var en fartygsklass om fem amfibiefartyg byggda för USA:s flotta i slutet av 1960- och början på 1970-talet. Deras uppgift var att komplettera fartygen i Austin-klassen som hade offrat en del amfibiekapacitet för att i stället kunna bära mer trupp. Anchorage-klassen var därför utrustat med ett avsevärt större welldäck.

## Konstruktion
Anchorage-klassen domineras av welldäck som sträcker sig genom 130 av fartygets totala längd av 169 meter och som kan ta 4 stycken LCAC (svävare), 3 LCU, 9 LCM-8, 18 LCM-6 (landstigningsbåtar) eller 52 AAV (amfibiebandvagnar). Med en mezzanin installerad på welldäck kan ytterligare 15 AAV bäras på bekostnad av kapaciteten att ta tyngre landstigningsfarkoster. Fartygen har också ett fordonsdäck på 1 115 m² för stridsfordon.
Fartygen saknar hangar, men har ett stort helikopterdäck ovanpå welldäck och en tank för 50 ton flygbränsle. Helikopterdäcket är löstagbart för att fartygets kranar ska kunna lasta eller lossa last direkt till/från welldäck.
Beväpningen bestod ursprungligen av åtta stycken radarriktade 76 mm kanoner i dubbellavettage. Eldledningsradarn monterades dock bort redan på 1970-talet och 76 mm kanonerna ersattes av Bushmaster- och Phalanx-kanoner på 1990-talet.

## Fartyg i klassen

### USSAnchorage(LSD-36)

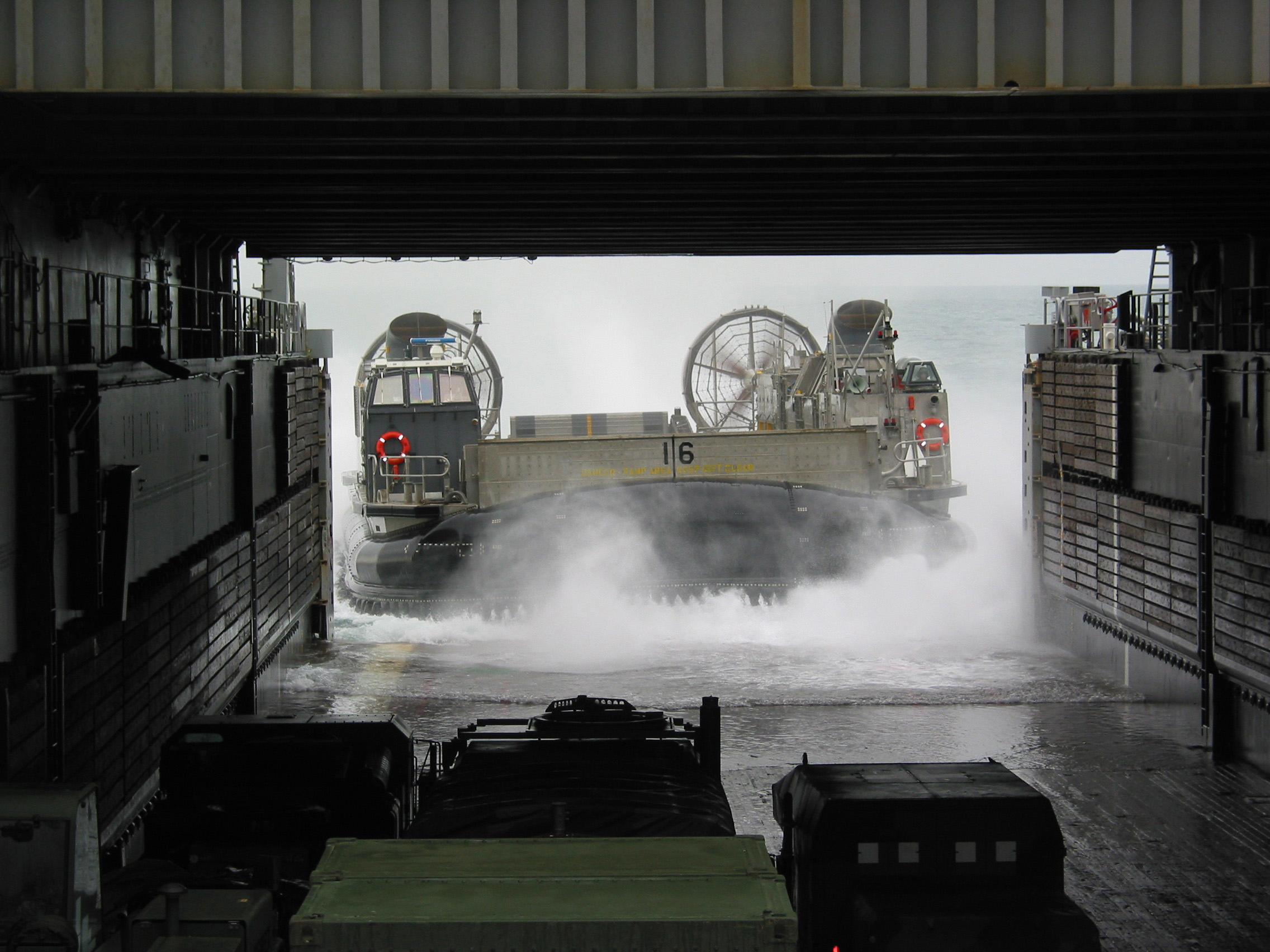
En LCAC på väg in på welldäck på USS Anchorage.

Kölsträckt: 13 mars 1967, Sjösatt: 5 maj 1968, Tagen i tjänst: 15 mars 1969, Avrustad: 1 oktober 2003, Sänkt som skjutmål 17 juli 2010.

Anchorage var det enda fartyget i klassen som byggdes på Ingalls Shipbuilding i Pascagoula, Mississippi. Under Vietnamkriget deltog hon i flera amfibieoperationer innan hennes uppdrag blev att transportera marinsoldater och deras utrustning tillbaka till USA som ett led i USA:s tillbakadragande. Hon deltog dock i evakueringen under operation Frequent Wind. År 1991 deltog hon i operation Desert Storm i Irak och 1994 i operation Continue Hope i Somalia. I början av 2000-talet deltog hon i operation Enduring Freedom och operation Iraqi Freedom innan hon avrustades 2003. Planen var att hon i likhet med Pensacola skulle säljas till Taiwan, men affären blev aldrig av. I stället sänktes hon som skjutmål för Harpoon- och Maverick-robotar 17 juli 2010.

### USSPortland(LSD-37)
Kölsträckt: 5 maj 1968, Sjösatt: 20 december 1969, Tagen i tjänst: 3 oktober 1970, Avrustad: 4 augusti 2003, Sänkt som skjutmål 24 april 2004.

Under våren 1972 genomförde Portland sin första patrull i Karibien och besökte Guantánamo. Vintern 1972–1973 deltog hon i övningen Blue Nose i Nordatlanten och Norska havet. Därefter genomförde hon en kryssning i Medelhavet under januari till juli 1973. Under de följande åren genomförde hon flera patruller i både Karibien och Medelhavet. År 1991 deltog hon i operation Desert Storm i Irak, 1994 i operation Continue Hope i Somalia och 2003 i operation Iraqi Freedom. I augusti 2003 avrustades hon och 25 april 2004 sänktes hon som skjutmål.

### USSPensacola(LSD-38)
Kölsträckt: 12 mars 1969, Sjösatt: 11 juli 1970, Tagen i tjänst: 27 mars 1971, Avrustad: 30 september 1999, Såld till Taiwan som Hsu Hai

I juni 1971 besökte hon staden hon döpts efter, Pensacola i Florida, för att därefter fortsätta till Guantánamo. Under våren 1972 deltog hon i övningen Exotic Dancer. Under hösten 1973 deltog hon i operation Deep Furrow i östra Medelhavet där hon projicerade amerikansk militär närvaro under oktoberkriget. Under de följande tjugo åren genomförde hon flera kryssningar i Medelhavet och Karibien. År 1990 deltog hon i operation Desert Shield och 1996 i operation Southern Watch. I november 1994 gick hon på grund utanför USA:s östkust. År 1995 drabbades hon av en större bränsleläcka i maskinrummet. År 1996 gick hon på grund igen utanför Newport, Rhode Island. I september 1999 avrustades hon och såldes till Taiwan där hon fick namnet Hsu Hai. Hon är det enda bevarade fartyget i klassen.

### USSMount Vernon(LSD-39)
Kölsträckt: 29 januari 1970, Sjösatt: 17 april 1971, Tagen i tjänst: 13 maj 1972, Avrustad: 25 juli 2004, Sänkt som skjutmål 16 juni 2005

Efter att Mount Vernon levererats i Boston i maj 1972 seglade hon runt Kap Horn till sin nya hemmabas i San Diego, Kalifornien. I april 1975 deltog hon i operation Frequent Wind i slutet av Vietnamkriget. Från oktober 1987 till februari 1988 var hon i Persiska viken för att understödja de amerikanska styrkorna under Iran–Irak-kriget. År 1989 var hon ledningsfartyg för saneringsarbetet efter tankern Exxon Valdez förlisning i Prince William Sound. Under våren 1990 deltog hon i uppbyggandet av de amerikanska styrkorna i Saudiarabien under operation Desert Shield. Mount Vernon avrustades i juli 2003 och sänktes som skjutmål under övningen Patrolling Thunder 16 juni 2005.

### USSFort Fisher(LSD-40)
Kölsträckt: 15 juli 1970, Sjösatt: 22 april 1972, Tagen i tjänst: 9 december 1972, Avrustad: 25 februari 1998, Såld som skrot 5 januari 2010

Från januari till juli 1974 genomförde Fort Fisher sin första kryssning till västra Stilla havet. Totalt kom hon att göra tio kryssningar i Stilla havet och tre till Arabiska havet. Tack vare sin lastkapacitet har hon genom åren fått flera transportuppdrag, till exempel att transportera byggmaterial till Enewetak-atollen för återuppbyggnad efter USA:s kärnvapenprov. Hon har också använts för att transportera LCAC-svävare genom Panamakanalen till västkusten.
I september 1992 var hon och USS Tarawa de första fartygen på plats utanför Somalias kust inför operation Restore Hope och under vintern 1994–1995 var hon också med under tillbakadragandet av de internationella styrkorna under operation United Shield. I mars 1997 påbörjade Fort Fisher sin sista kryssning via Hongkong, Singapore, Malaysia, Förenade arabemiraten, Indonesien och Australien. Hon besökte även Aqaba i Jordanien deltog under en månad i flera övningar med Jordanien och andra länder runt Röda havet. I februari 1998 avrustades Fort Fisher och i januari 2010 bogserades hon iväg för skrotning.